# Економіка Гаяни

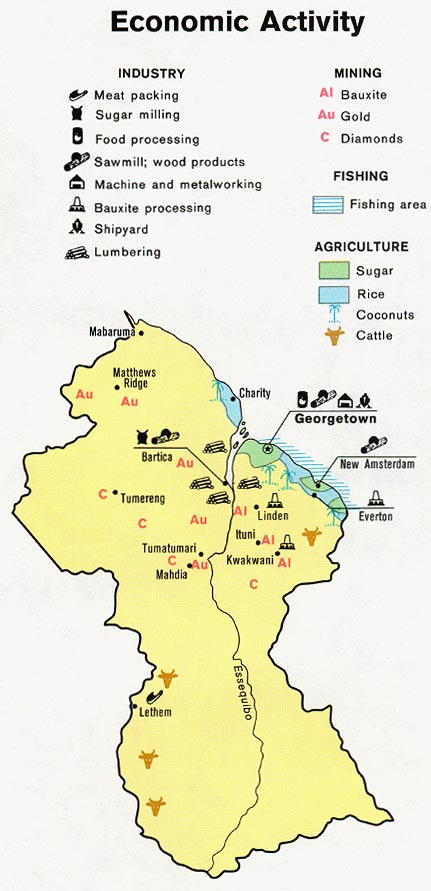
Економічна активність у Гаяні

Гаяна — аграрно-промислова країна. 

## Загальна характеристика
Основа економіки — сільське господарство і видобуток бокситів. Крім гірничої виділяється цукрова промисловість. Внутрішній тр-т г.ч. автомобільний. Важливим є і морський тр-т.
За даними Index of Economic Freedom, The Heritage Foundation, U.S.A., 2001: ВВП — $ 700 млн. Темп зростання ВВП — (-1,5) %. ВВП на душу населення — $ 825. Прямі закордонні інвестиції — $ 42 млн. Імпорт — $ 739 млн (г.ч. США — 28,2 %; Тринідад і Тобаго — 19 %; Нідерланди — 12,9 %; Велика Британія — 8,3 % — все на 1997). Експорт — $ 659 млн (г.ч. Канада — 24,2 %; Велика Британія — 20,8 %; США — 20,3 %; Нідерланди — 9,2 %). У 1990-х роках основні статті експорту — боксити, глинозем (на суму 40 млн дол. в 1996), золото (120 млн дол.), цукор-сирець (163,5 млн дол. в 1995), рис (93,7 млн дол.), деревина цінних порід і фанера (32 млн дол. в 1995), креветки, ром; імпорту — машини, обладнання, транспортні засоби, будівельні матеріали, продовольство, промислові товари.
Програма економічної допомоги, що включає рекомендації МВФ і значну іноземну фінансову підтримку, дозволила Гаяне стримати інфляцію і частково вирішити проблему платежів по зовнішніх боргах.
У 1990-і роки економічне зростання Гаяни становило 5 % щорічно. Разом з тим Гаяна залишається однією з найбідніших країн Західної півкулі, з низьким прибутком на душу населення. Економіка Гаяни залежить від експорту цукру, бокситів, золота, рису, креветок, рому і деревини. Гаяна імпортує більшість споживчих товарів, продукцію машинобудування, обладнання, паливо і харчові продукти. На початку 1980-х років майже половина вартості імпорту припадала на нафтопродукти. Уряд прагне налагодити виробництво споживчих товарів, щоб знизити частку імпорту і збільшити експорт. Більше чверті ґаянського експорту складає промислова продукція; ще 25 % припадає на мінеральну сировину.

## Сільське господарство, лісове господарство і рибальство
Сільське господарство, лісове господарство і рибальство складають чверть внутрішнього валового продукту Гаяни і приносять біля половини всіх прибутків від експорту. Хоч в аграрному секторі економіки зайнято біля чверті працюючого населення, площа сільськогосподарських угідь не перевищує 1 % території країни. Фактично все землеробство зосереджене в прибережній смузі шириною від 3 до 13 км між ріками Ессекібо і Корантейн. Основна сільськогосподарська культура Гаяни — цукрова тростина. Основні імпортери ґаянського цукру — країни ЄС і Канада. З цукрової тростини одержують також чорну патоку і ром. Рис — друга після цукру сільськогосподарська культура Гаяни. У країні діють 75 рисових фабрик. Рис складає основу місцевого раціону, попри те, що значна його частина експортується. Рисові ферми здебільшого невеликі, площею менше за 3 га кожна, хоч росте число великих механізованих господарств. Вирощують також кокосові пальми, тютюн, каву, какао, цитрусові, овочі, банани і зернові. Тваринництво м'ясного напряму розвинене в савані, а молочного — в прибережній смузі.
Широкомасштабні лісозаготівлі в недавньому минулому значною мірою виснажили багаті лісові ресурси країни. У Ґаяні є т. зв. залізне дерево, міцна деревина якого використовується в суднобудуванні, для виготовлення деталей машин і підводних споруд. Ведуться заготівлі деревини карапи ґвінейської (крабове дерево) і мори високої. Практикується подсічка каучуконосів з метою добування балати (продукту коагуляції латексу). У 1994 на лісорозробках було зайнято 20 тисяч робітників і вироблено 420 тис. м³ деревини. Між 1987 і 1994 прибутки від експорту деревини майже потроїлися, а в 1995, коли «Барама компані лімітед» розвернула експорт фанери, вони ще більше збільшилися.

## Енергетика
Виробництво електроенергії в країні — близько 220 млн квт•год.